# 네이버 자격증
네이버 자격증은 대한민국의 포털 사이트 네이버의 모바일 자격증 서비스로, 모바일 애플리케이션을 통한 성적 및 자격 정보 조회와 취업 포털 사이트와의 정보 연동 서비스를 제공한다.

## 역사
2021년 1월 6일 네이버는 베타 버전의 네이버 자격증 서비스를 출시한 후, 1월 15일 네이버와 카카오는 고용노동부, 한국산업인력공단, 대한상공회의소와 모바일 국가자격 서비스를 위한 다자간 업무협약을 체결하여 서비스를 정식 출시하였다. 같은 해 4월 21일 한국방송통신전파진흥원,, 5월 25일 한국지텔프, 9월 1일 한국교통안전공단과 업무협약을 체결하여 서비스 제공 범위를 확대하였다.

## 서비스 목록
- 대한상공회의소 : 워드프로세서, 컴퓨터활용능력 등
- 한국교통안전공단 : 버스운전자격증, 택시운전자격증 등
- 한국방송통신전파진흥원 : 정보통신기사, 무선설비기사 등
- 한국산업인력공단 : 정보처리기사, 한식조리기능사 등
- 한국생산성본부 : ITQ, GTQ 등
- 해양경찰청 : 동력수상레저기구 조종면허 등
- 한국지텔프위원회 : G-TELP, G-TELP Speaking, G-TELP Writing 등